# Ерих фон Щрохайм
Ерих фон Щрохайм (на немски: Erich von Stroheim) е австрийско-американски режисьор, актьор, сценарист и продуцент, носител на награда БАФТА и номиниран за „Оскар“ и „Златен глобус“.

## Биография
Ерих фон Щрохайм е роден на 22 септември 1885 година във Виена в еврейско семейство на шапкар. През 1909 година емигрира в Съединените щати. Няколко години по-късно се установява в Холивуд и започва работа в киното, като с филми като „Алчност“ („Greed“, 1924) се утвърждава един от най-иновативните и влиятелни режисьори на нямото кино.
От 1946 година Щрохайм живее във Франция. За участието си във филма „Булевардът на залеза“ („Sunset Boulevard“) през 1950 година е номиниран за награди „Оскар“ и „Златен глобус“ в категория най-добра поддържаща мъжка роля. От 1960 година има звезда на Холивудската алея на славата.

## Избрана филмография
Като режисьор и сценарист
| година | филм             | оригинално заглавие | бележки |
| ------ | ---------------- | ------------------- | ------- |
| 1922   | Глупавите жени   | Foolish Wives       |         |
| 1924   | Алчност          | Greed               |         |
| 1925   | Веселата вдовица | The Merry Widow     |         |
| 1928   | Сватбен марш     | The Wedding March   |         |
| 1928   | Кралица Кели     | Queen Kelly         |         |

Като актьор
| година | филм                 | оригинално заглавие | роля               | режисьор     |
| ------ | -------------------- | ------------------- | ------------------ | ------------ |
| 1937   | Великата илюзия      | La Grande Illusion  | фон Рауфенщайн     | Жан Реноар   |
| 1938   | Гибралтар            | Gibraltar           | Марсън             | Фьодор Оцеп  |
| 1950   | Булевардът на залеза | Sunset Boulevard    | Макс фон Майерлинг | Били Уайлдър |